# Pallamano ai Giochi della XXIV Olimpiade - Torneo maschile
Il torneo maschile di pallamano ai Giochi della XXIV Olimpiade si è svolto dal 20 settembre al 1º ottobre 1988 ed è stato ospitato dal Suwon Gymnasium a Suwon, mentre le finali per l'assegnazione delle medaglie sono state ospitate dalla Olympic Gymnastics Hall presso il parco olimpico di Seul.
La medaglia d'oro è stata vinta dall'Unione Sovietica, che in finale ha superato la Corea del Sud per 32-25. La medaglia di bronzo è andata alla Jugoslavia, che nella finale per il terzo posto ha sconfitto l'Ungheria.
La finale mise di fronte le prime classificate nei due gironi, senza nessuna fase a eliminazione diretta. Nel girone A l'Unione Sovietica concluse al primo posto, vincendo senza grossi problemi tutti e cinque gli incontri. Nel girone B i padroni di casa della Corea del Sud conclusero a sorpresa al primo posto, superando Ungheria e Germania Est, rispettivamente seconda e terza classificata al campionato mondiale 1986. La finale vide i sovietici superiori ai coreani, avendo chiuso già il primo tempo avanti 17-11, e controllando la gara nel secondo tempo fino al 32-25 finale.

## Formato
Le dodici squadre partecipanti sono state inserite in un due gironi da sei squadre ciascuno, e ciascuna squadra affronta tutte le altre del girone per un totale di cinque giornate. La classifica finale dei gironi determinava gli accoppiamenti per le finali per i piazzamenti: le prime classificate si affrontavano per la conquista delle medaglie d'oro e d'argento, mentre le seconde classificate si affrontavano per la conquista della medaglia di bronzo.

## Squadre partecipanti
|                                   | Data                       | Sede        | Posti | Qualificate                                            |
| --------------------------------- | -------------------------- | ----------- | ----- | ------------------------------------------------------ |
| Paese organizzatore               |                            |             | 1     | Corea del Sud                                          |
| Campionato mondiale 1986          | 25 febbraio - 8 marzo 1986 | Svizzera    | 6     | Jugoslavia Ungheria Germania Est Svezia Spagna Islanda |
| Campionato mondiale B 1987        | 17-28 febbraio 1987        | Italia      | 2     | Unione Sovietica Cecoslovacchia                        |
| Torneo di qualificazione asiatico | -                          | -           | 1     | Giappone                                               |
| Campionato panamericano 1987      | 9-17 agosto 1987           | Stati Uniti | 1     | Stati Uniti                                            |
| Campionato africano 1987          | 3-12 luglio 1987           | Marocco     | 1     | Algeria                                                |
| Totale                            |                            |             | 12    |                                                        |

## Fase a gironi

### Girone A

#### Classifica
| Pos. | Squadra          | Pt | G | V | N | P | GF  | GS  | DR  |
| ---- | ---------------- | -- | - | - | - | - | --- | --- | --- |
| 1.   | Unione Sovietica | 10 | 5 | 5 | 0 | 0 | 130 | 82  | +48 |
| 2.   | Jugoslavia       | 7  | 5 | 3 | 1 | 1 | 116 | 111 | +5  |
| 3.   | Svezia           | 6  | 5 | 3 | 0 | 2 | 106 | 91  | +15 |
| 4.   | Islanda          | 5  | 5 | 2 | 1 | 2 | 96  | 102 | -6  |
| 5.   | Algeria          | 2  | 5 | 1 | 0 | 4 | 89  | 109 | -20 |
| 6.   | Stati Uniti      | 0  | 5 | 0 | 0 | 5 | 83  | 125 | -42 |

#### Risultati
| Suwon 20 settembre 1988, ore 10:00 | Unione Sovietica | 24 – 18 (10-7) | Jugoslavia | Suwon Gymnasium |

| Suwon 20 settembre 1988, ore 14:00 | Svezia | 21 – 18 (14-9) | Algeria | Suwon Gymnasium |

| Suwon 20 settembre 1988, ore 18:00 | Islanda | 22 – 15 (8-8) | Stati Uniti | Suwon Gymnasium |

| Suwon 22 settembre 1988, ore 10:00 | Jugoslavia | 31 – 25 (17-11) | Stati Uniti | Suwon Gymnasium |

| Suwon 22 settembre 1988, ore 14:00 | Unione Sovietica | 22 – 18 (11-7) | Algeria | Suwon Gymnasium |

| Suwon 22 settembre 1988, ore 18:00 | Islanda | 22 – 16 (11-8) | Algeria | Suwon Gymnasium |

| Suwon 24 settembre 1988, ore 10:00 | Jugoslavia | 23 – 22 (10-11) | Algeria | Suwon Gymnasium |

| Suwon 24 settembre 1988, ore 14:00 | Svezia | 20 – 14 (12-6) | Islanda | Suwon Gymnasium |

| Suwon 24 settembre 1988, ore 18:00 | Unione Sovietica | 26 – 14 (10-5) | Stati Uniti | Suwon Gymnasium |

| Suwon 26 settembre 1988, ore 10:00 | Jugoslavia | 19 – 19 (8-10) | Islanda | Suwon Gymnasium |

| Suwon 26 settembre 1988, ore 14:00 | Svezia | 26 – 12 (11-6) | Stati Uniti | Suwon Gymnasium |

| Suwon 26 settembre 1988, ore 18:00 | Unione Sovietica | 26 – 13 (13-5) | Algeria | Suwon Gymnasium |

| Suwon 28 settembre 1988, ore 10:00 | Algeria | 20 – 17 (10-8) | Stati Uniti | Suwon Gymnasium |

| Suwon 28 settembre 1988, ore 14:00 | Unione Sovietica | 32 – 19 (15-8) | Islanda | Suwon Gymnasium |

| Suwon 28 settembre 1988, ore 18:00 | Jugoslavia | 25 – 21 (14-10) | Svezia | Suwon Gymnasium |

### Girone B

#### Classifica
| Pos. | Squadra        | Pt | G | V | N | P | GF  | GS  | DR  |
| ---- | -------------- | -- | - | - | - | - | --- | --- | --- |
| 1.   | Corea del Sud  | 8  | 5 | 4 | 0 | 1 | 127 | 117 | +10 |
| 2.   | Ungheria       | 6  | 5 | 3 | 0 | 2 | 102 | 93  | +9  |
| 3.   | Cecoslovacchia | 6  | 5 | 3 | 0 | 2 | 109 | 103 | +6  |
| 4.   | Germania Est   | 6  | 5 | 3 | 0 | 2 | 109 | 100 | +9  |
| 5.   | Spagna         | 4  | 5 | 2 | 0 | 3 | 101 | 106 | -5  |
| 6.   | Giappone       | 0  | 5 | 0 | 0 | 5 | 97  | 126 | -29 |

#### Risultati
| Suwon 20 settembre 1988, ore 11:30 | Corea del Sud | 22 – 20 (11-9) | Ungheria | Suwon Gymnasium |

| Suwon 20 settembre 1988, ore 15:30 | Germania Est | 25 – 18 (14-10) | Giappone | Suwon Gymnasium |

| Suwon 20 settembre 1988, ore 19:30 | Cecoslovacchia | 20 – 17 (10-5) | Spagna | Suwon Gymnasium |

| Suwon 22 settembre 1988, ore 11:30 | Cecoslovacchia | 19 – 16 (12-6) | Ungheria | Suwon Gymnasium |

| Suwon 22 settembre 1988, ore 15:30 | Corea del Sud | 23 – 22 (9-13) | Germania Est | Suwon Gymnasium |

| Suwon 22 settembre 1988, ore 19:30 | Spagna | 25 – 19 (13-5) | Giappone | Suwon Gymnasium |

| Suwon 24 settembre 1988, ore 11:30 | Ungheria | 22 – 19 (10-11) | Giappone | Suwon Gymnasium |

| Suwon 24 settembre 1988, ore 15:30 | Germania Est | 21 – 20 (11-8) | Spagna | Suwon Gymnasium |

| Suwon 24 settembre 1988, ore 19:30 | Corea del Sud | 29 – 28 (15-12) | Cecoslovacchia | Suwon Gymnasium |

| Suwon 26 settembre 1988, ore 11:30 | Ungheria | 26 – 16 (14-8) | Spagna | Suwon Gymnasium |

| Suwon 26 settembre 1988, ore 15:30 | Germania Est | 24 – 21 (11-9) | Cecoslovacchia | Suwon Gymnasium |

| Suwon 26 settembre 1988, ore 19:30 | Corea del Sud | 33 – 24 (18-11) | Giappone | Suwon Gymnasium |

| Suwon 28 settembre 1988, ore 11:30 | Cecoslovacchia | 21 – 17 (13-7) | Giappone | Suwon Gymnasium |

| Suwon 28 settembre 1988, ore 15:30 | Spagna | 23 – 20 (10-9) | Corea del Sud | Suwon Gymnasium |

| Suwon 28 settembre 1988, ore 19:30 | Ungheria | 18 – 17 (7-9) | Germania Est | Suwon Gymnasium |

## Finali

### Finale 11º posto
| Suwon 30 settembre 1988, ore 10:00 | Giappone | 24 – 21 (8-11) | Stati Uniti | Suwon Gymnasium |

### Finale 9º posto
| Suwon 30 settembre 1988, ore 11:30 | Spagna | 21 – 15 (11-6) | Algeria | Suwon Gymnasium |

### Finale 7º posto
| Suwon 30 settembre 1988, ore 14:00 | Germania Est | 31 – 29 (d.t.s.) (12-13; 23-23; 25-25; 28-28) | Islanda | Suwon Gymnasium |

### Finale 5º posto
| Suwon 30 settembre 1988, ore 14:30 | Svezia | 27 – 18 (14-8) | Cecoslovacchia | Suwon Gymnasium |

### Finale 3º posto
| Seul 1º ottobre 1988, ore 15:00 | Jugoslavia | 27 – 23 (12-13) | Ungheria | Olympic Gymnastics Hall |

### Finale
| Seul 1º ottobre 1988, ore 17:00 | Unione Sovietica | 32 – 25 (17-11) | Corea del Sud | Olympic Gymnastics Hall |

## Classifica finale
| Pos | Squadre          |
| --- | ---------------- |
|     | Unione Sovietica |
|     | Corea del Sud    |
|     | Jugoslavia       |
| 4   | Ungheria         |
| 5   | Svezia           |
| 6   | Cecoslovacchia   |
| 7   | Germania Est     |
| 8   | Islanda          |
| 9   | Spagna           |
| 10  | Algeria          |
| 11  | Giappone         |
| 12  | Stati Uniti      |

## Statistiche

### Classifica marcatori
| Pos. | Nome              | Nazionale        | Reti |
| ---- | ----------------- | ---------------- | ---- |
| 1    | Kang Jae-won      | Corea del Sud    | 49   |
| 2    | Rüdiger Borchardt | Germania Est     | 42   |
| 3    | Kenji Tamamura    | Giappone         | 34   |
| 4    | Kristján Arason   | Islanda          | 33   |
| 5    | Mihály Iváncsik   | Ungheria         | 31   |
| 5    | Zlatko Portner    | Jugoslavia       | 31   |
| 5    | Lee Sang-hyo      | Corea del Sud    | 31   |
| 8    | László Marosi     | Ungheria         | 30   |
| 9    | Aleksandr Tučkin  | Unione Sovietica | 29   |
| 9    | Veselin Vujović   | Jugoslavia       | 29   |

## Premi individuali
Migliori giocatori del torneo.
| Ruolo            | Giocatore       |
| ---------------- | --------------- |
| Portiere         | Andrej Lavrov   |
| Ala sinistra     | Valerij Gopin   |
| Terzino sinistro | László Marosi   |
| Centrale         | Zlatko Portner  |
| Terzino destro   | Kang Jae-won    |
| Ala destra       | Mihály Iváncsik |
| Pivot            | Per Carlén      |